# シアン・ヘダー
シアン・ヘダー（Sian Heder, [ˈʃɑːn ˈheɪdər]; 1977年6月23日 - ）は、アメリカ合衆国の脚本家、映画製作者である。監督・脚本を務めた2021年のドラマ映画『コーダ あいのうた』により、アカデミー脚色賞や英国アカデミー賞脚色賞を受賞した。

## 生い立ち
1977年6月23日にアメリカ合衆国マサチューセッツ州ケンブリッジで生まれた。彼女はカーネギーメロン大学演劇学部を卒業した。

## キャリア
大学卒業後にヘダーは女優と脚本家になるためにハリウッドへと移りつつ、ナニー代理店で働いた。代理店では4ツ星ホテルに宿泊する子供連れの客のために働き、その経験が初の短編映画に影響を与えた。
2005年初頭、『Mother』の脚本はアメリカン・フィルム・インスティチュートのDWW（女性のための監督ワークショップ）のフェローシップに選ばれた8人のうち1人となった。彼女が脚本・監督を務めた初の短編映画『Mother』はフロリダ映画祭でナラティブ短編部門の審査員大賞を獲得した。『Mother』はまた第59回カンヌ国際映画祭のシネフォンダシヨン・コンペティション部門やシアトル国際映画祭でも上映された。その後更にパームスプリングス国際短編映画祭やロンドン映画祭でも上映された。
2010年、ヘダーはテレビシリーズ『MOACA/も〜アカンな男たち』に脚本家の1人として参加したことでピーボディ賞を獲得した。2011年に彼女はペットの里親への関心を高めるためにザカリー・クイント出演の短編コメディ『Dog Eat Dog (A Short Tale)』の脚本・監督を務めた。2013年からはNetflixのオリジナルシリーズ『オレンジ・イズ・ニュー・ブラック』で計3シーズンにわたって脚本に参加した。
2015年に彼女はエリオット・ペイジとアリソン・ジャネイ出演の映画『タルーラ 〜彼女たちの事情〜』を監督した。『タルーラ』は2016年サンダンス映画祭でプレミア上映された。2016年1月にNetflixが配給権を取得した。映画は批評家から高評価を受け、2016年7月29日に一般公開された。
2021年、ヘダーの映画『コーダ あいのうた』がサンダンス映画祭でプレミア上映された。『コーダ』はAppleが配給権を2500万ドルで購入した。

## 私生活
ヘダーは俳優・プロデューサーのデヴィッド・ニューサムと結婚し、子供が2人いる。彼女の両親は芸術家のマグス・ハリーズとラヨシュ・ヘーダーで、マグス・ハリーズはウェールズ、ラヨシュ・ヘーダーはハンガリーからの移民であった。

## 主なフィルモグラフィ

### 映画
| 年   | タイトル                             | クレジット       | 備考     |
| ---- | ------------------------------------ | ---------------- | -------- |
| 2006 | Mother                               | 監督・脚本       | 短編映画 |
| 2012 | Dog Eat Dog                          | 監督・脚本・製作 | 短編映画 |
| 2016 | タルーラ 〜彼女たちの事情〜 Tallulah | 監督・脚本       |          |
| 2021 | コーダ あいのうた CODA               | 監督・脚本       |          |

### テレビシリーズ
| 年        | タイトル                                                 | 備考                                                 |
| --------- | -------------------------------------------------------- | ---------------------------------------------------- |
| 2010-2011 | MOACA/も〜アカンな男たち Men of a Certain Age            | 計2話脚本                                            |
| 2013-2018 | オレンジ・イズ・ニュー・ブラック Orange Is the New Black | 計6話脚本 監督: 第6シーズン第8話「悪知恵のヒーロー」 |
| 2020      | リトル・アメリカ Little America                          | 脚本: 第1シーズン第4話「沈黙」 計8話製作総指揮       |

## 受賞とノミネート
| 賞               | 年   | 部門   | 作品名            | 結果 |
| ---------------- | ---- | ------ | ----------------- | ---- |
| アカデミー賞     | 2021 | 脚色賞 | コーダ あいのうた | 受賞 |
| 英国アカデミー賞 | 2021 | 脚色賞 | コーダ あいのうた | 受賞 |